# Toona calantas
Toona calantas är en tvåhjärtbladig växtart som beskrevs av Merrill & Rolfe. Toona calantas ingår i släktet Toona och familjen Meliaceae. Inga underarter finns listade i Catalogue of Life.